# 333. strelska divizija (ZSSR)
333. strelska divizija (izvirno rusko 333. стрелковая дивизия; kratica 333. SD) je bila strelska divizija Rdeče armade v času druge svetovne vojne.

## Zgodovina
Divizija je bila ustanovljena avgusta 1941 v Kamičinu.